# Nollvisionen
Nollvisionen är det långsiktiga målet att ingen ska dödas eller skadas allvarligt till följd av trafikolyckor i Sverige.

## Historik
Som upphovsman till nollvisionen brukar nämnas Claes Tingvall vid svenska Trafikverket. Sveriges riksdag beslutade 1997 att nollvisionen skall gälla för trafiksäkerhetsarbetet i Sverige. Samtidigt beslutade man som ett annat mål att antalet dödade skulle minska till högst 400 per år fram till år 2000, ett mål som inte uppnåddes eftersom nästan 600 personer omkom i trafikolyckor det året. De senaste åren har runt 300 dött och runt 3000 skadats allvarligt i trafiken. Sedan nollvisionen beslutades 1997 har över 85 000 personer skadats svårt i vägtrafik i Sverige. Från 1935 till 1996, innan nollvisionen, blev minst 300 000 personer dödade eller svårt skadade i vägtrafiken i Sverige.

### Ansvar
Transportstyrelsen ansvarar i ett trafikslagsövergripande perspektiv för samordning av det statliga trafiksäkerhetsarbetet, samt har särskilt ansvar för krav på infrastruktur.
Trafikverket ansvarar för byggande och drift av statliga vägar och ska därtill inhämta och sprida kunskap och information om trafiksäkerhet. Exempel på åtgärder som Trafikverket (tidigare: Vägverket) har vidtagit för att minska antalet döda och skadade är att man satt upp mitträcken, ofta i form av vajerräcken (skapat 2+1-vägar, vilka uppvisar anmärkningsvärt hög driftkostnad), mellan körbanor för att undvika mötesolyckor, byggt om korsningar till cirkulationsplatser samt monterat upp fartkameror för att sänka medelhastigheten på olycksdrabbade vägsträckor. Alla åtgärder har inte varit populära eftersom många minskat framkomligheten och ökat restider.

### Mål för trafiksäkerhetsarbetet i Sverige
Målet för 2007 var att inte fler än 270 personer skulle förolyckas i trafiken, men resultatet blev att ca 490 människor omkom. Sedan det konstaterats att målet inte uppfyllts, lyfte Trafikverket fram höga hastigheter som främsta orsak. Data över den svenska vägtrafikens hastigheter år 1997 respektive 2007 har dock inte redovisats. 

### Antal omkomna i trafiken
I diagrammet nedan redovisas antal omkomna i trafiken per år sedan 1935. Från och med 2010 har Transportstyrelsen beslutat att inte ha med olyckor som visat sig vara avsiktliga i statistiken. 
| Information | Diagrammet är tillfälligt inaktiverat. Grafer inaktiverades den 18 april 2023 på grund av programvaruproblem. Arbete pågår för att ta fram ett nytt verktyg. |

### Alternativ vision
Det finns kritiker som menar att Nollvisionen är helt orealistisk. Exempel på argumentation är att Nollvisionen innebär att vi skulle acceptera större risker i till exempel vårt eget hem än ute i trafiken. Därmed kommer Nollvisionen alltid att framstå som utopisk. Nollvisionen kan också diskuteras i perspektiv av demokrati respektive samhällseffektivitet, eftersom Nollvisionen kan leda till ineffektiv snedfördelning av resurser från till exempel suicidprevention och förebyggande av svåra personskador orsakade av felbehandling inom sjukvård, till trafikolycksprevention in absurdum. 
Från University College London har lanserats en alternativ trafiksäkerhetsvision, vilken innebär att dödsrisken per timme i vägtrafiken ska minskas till samma dödsrisk som råder i våra övriga vardagsaktiviteter. För att komma halvvägs mot denna mer konservativt utformade vision måste trafikdöden minskas till 25 % från 2010 års nivå.